# ملکشاه (روانسر)
ملکشاه یک روستا در ایران است که در شهرستان روانسر استان کرمانشاه واقع شده‌است.

## جمعیت
این روستا در دهستان زالوآب قرار دارد و براساس سرشماری مرکز آمار ایران در سال ۱۳۸۵، جمعیت آن ۲۹ نفر (۷ خانوار) بوده‌است.